# Hugo Notario
Hugo César Notario (Clorinda (Formosa), 15 marzo 1980) è un ex calciatore argentino, di ruolo attaccante.